# Кобоури, Давит
Давит Кобоури (груз. დავით კობოური; 24 января 1998, Телави, Грузия) — грузинский футболист, защитник тбилисского «Динамо».

## Биография

### Клубная карьера
Дебютировал в чемпионате Грузии в составе тбилисского «Динамо» 28 ноября 2015 года, отыграв весь матч против «Гурии». По итогам сезона 2015/16 вместе с командой стал чемпионом Грузии. Затем повторил это достижение в сезоне 2019, сыграв в 23 матчах.

### Карьера в сборной
В 2017 году в качестве капитана команды принимал участие в домашнем для Грузии чемпионате Европы до 19 лет, где сыграл в трёх матчах группового этапа и занял со сборной третье место в группе.
В сентябре 2020 года получил свой первый вызов в основную сборную Грузии на матчи Лиги наций УЕФА против Эстонии и Северной Македонии, однако на поле не вышел.

## Достижения
«Динамо» Тбилиси
- Чемпион Грузии (2): 2015/16, 2019